# Heuss Medaillon (Briefmarkenserie)
Heuss Medaillon, im Michel-Katalog Heuss (III), war eine deutsche Dauermarkenserie der Bundespost und der Landpostdirektion Berlin. Die ersten beiden Werte zu 10 und 20 Pfennig erschienen am 31. Januar 1959, dem 75. Geburtstag des Bundespräsidenten Theodor Heuss. Die den Satz abschließenden Freimarken zu 40 und 70 Pfennig, erschienen am 22. Mai desselben Jahres, dem Veranstaltungszeitpunkt des 10. Bundesparteitages der FDP, als dessen erster Vorsitzender Heuss 1948/49 fungierte. In Gebrauch war die mit fünf  unterschiedlichen Wertstufen befindliche Briefmarkenserie bis etwa 1962. Darüber hinaus konnten die Marken bis zum 31. Dezember 1964 verwendet werden, erst danach wurden diese für ungültig erklärt. In Abgrenzung zu den Dauerserien Heuss (I) und Heuss (II) (= "Großer Heuss") wird die Serie "Heuss Medaillon" im Philatelisten-Jargon oft auch "Kleiner Heuss" genannt.

## Motiv und Druckverfahren
Den mit der Entwurfsbearbeitung beauftragten Grafikern wurde eine in reinem Profil gehaltene Lichtbildaufnahme übermittelt, die von Liselotte Strelow stammt. Der Kunstbeirat der Deutschen Bundespost hat dieses Bild aus einer Reihe von Vorschlägen nach dem Grundsatz ausgewählt, eine Lösung zu erreichen, die der strengen Markenform gerecht wird. Von Max Eugen Cordier gingen zwei Vorschläge ein, während Grafiker Paul Dietrich, Ernst Böhm und Alfred Finsterer je einen Entwurf mit Abwandlungen für verschiedene Werte lieferten. Der Kunstbeirat erkannte die klaren Formungen von Cordier als die überzeugendsten an, weil es diesem Künstler gelungen ist, dem Porträt bei aller Vereinfachung im Sinne etwa einer Münze oder Gemme eine sprechende Ähnlichkeit zu geben.
Die Serie bestand aus fünf jeweils einfarbigen Briefmarken mit einem Porträt des Bundespräsidenten Theodor Heuss, die sowohl in Rollen als auch in Bogen gedruckt wurden. Von einer der Marken gab es auch ein Markenheftchen. 
Mit dieser Serie erschienen zum ersten Mal motivgleiche Briefmarken bei der Deutschen Bundespost und der Deutschen Bundespost Berlin. Bis 1990, dem Ende der eigenständigen Berliner Markenausgeben wurde dieses Prinzip für alle Dauerserien beibehalten. Vorher hatten die Berliner Dauerserien eigene Motive. 
Die Berliner Werte unterschieden sich dabei nur durch zusätzlichen Schriftzug „Berlin“; Farbe, Motiv und Wert waren gleich. Die Inschrift „Deutsche Bundespost“ bzw. „Deutsche Bundespost Berlin“ umkreist das Porträt medaillonartig, daher der Name der Serie.

## Besonderheiten
- Wie bei allen Briefmarken, die in Rollen und Bogen gedruckt werden, bilden waagerechte Paare und Randstücke der Marken ein besonderes Sammelgebiet, weil man an ihnen nachweisen kann, dass die Marken aus Bogen stammen. Waagerechte Paare und Randstücke sind teilweise erheblich teurer.
- Die drei Werte 7, 10 und 20 Pfennig wurden im Buchdruckverfahren hergestellt, während die Werte zu 40 und 70 Pfennig im Stichtiefdruckverfahren gedruckt wurden. Dadurch unterscheidet sich auch das Druckbild etwas, durch die Rasterung der höheren Werte erscheint dieses klarer.

## Liste der Ausgaben Heuss (Medaillon)
Die Werte Bund und Berlin erschienen jeweils gleichzeitig. 
| Bild Westdeutschland | Bild Berlin | Wert in Pfennig | Ausgabedatum    | Mi.-Nr. Bund, Berlin | Ausgabeform: Bogen (B), Rollen (R), Markenheftchen (MH) |
|                      |             | 7               | 10. April 1959  | 302 182              | (B, R)                                                  |
|                      |             | 10              | 31. Januar 1959 | 303 183              | (B, R, MH) Berlin nur (B, R)                            |
|                      |             | 20              | 31. Januar 1959 | 304 184              | (B, R)                                                  |
|                      |             | 40              | 22. Mai 1959    | 305 185              | (B) Berlin auch (R)                                     |
|                      |             | 70              | 22. Mai 1959    | 306 186              | (B) Berlin auch (R)                                     |